# Lubeník

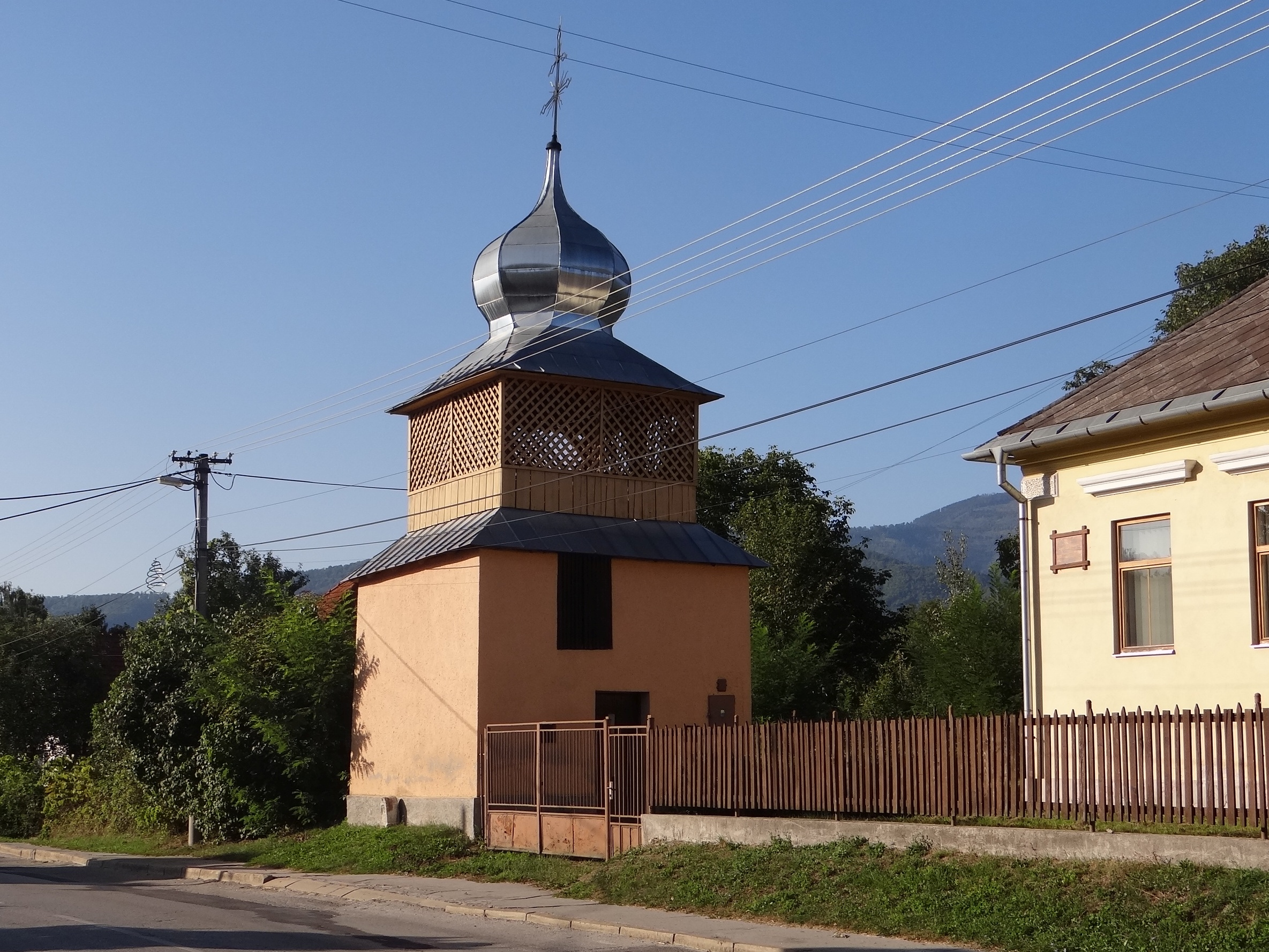
Kaplica greckokatolicka

Lubeník – wieś (obec) na Słowacji położona w kraju bańskobystrzyckim, w powiecie Revúca. Wieś znajduje się dolinie rzeki Muráň, pomiędzy wzniesieniami Pogórza Rewuckiego (Revucká vrchovina). 
Pierwsze wzmianki o miejscowości pochodzą z roku 1427.
Według danych z dnia 31 grudnia 2012, wieś zamieszkiwały 1332 osoby, w tym 682 kobiety i 650 mężczyzn.
W 2001 roku rozkład populacji względem narodowości i przynależności etnicznej wyglądał następująco:
- Słowacy – 87,12%
- Czesi – 0,47%
- Polacy – 0,08%
- Romowie – 7,68%
- Ukraińcy – 0,16%
- Węgrzy – 4,27%

Ze względu na wyznawaną religię struktura mieszkańców kształtowała się w 2001 roku następująco:
- Katolicy rzymscy – 29,48%
- Grekokatolicy – 1,63%
- Ewangelicy – 17,69%
- Prawosławni – 1,01%
- Ateiści – 40,96%
- Przedstawiciele innych wyznań – 0,08%
- Nie podano – 4,5%